# Temporada 1949-1950 del FC Barcelona
Les dades més destacades de la temporada 1949-1950 del Futbol Club Barcelona són les següents:

## Plantilla
Fonts:
|     |                          |      | Total | Total | Campionat de Lliga | Campionat de Lliga | Copa del Generalíssim | Copa del Generalíssim | Copa Eva Duarte | Copa Eva Duarte |
| P   | Jugador                  | País | PT    | Gols  | PT                 | Gols               | PT                    | Gols                  | PT              | Gols            |
| --- | ------------------------ | ---- | ----- | ----- | ------------------ | ------------------ | --------------------- | --------------------- | --------------- | --------------- |
| POR | Antoni Ramallets         |      | 19    | -39   | 16                 | -26                | 2                     | -6                    | 1               | -7              |
| POR | Juan Zambudio Velasco    |      | 11    | -21   | 11                 | -21                |                       |                       |                 |                 |
| POR | Quique                   |      | 0     |       |                    |                    |                       |                       |                 |                 |
| DEF | Francesc Calvet          |      | 26    |       | 25                 |                    |                       |                       | 1               |                 |
| DEF | Antoni Esteve Corró      |      | 18    |       | 17                 |                    |                       |                       | 1               |                 |
| DEF | Salvador Sagrera         |      | 12    |       | 11                 |                    | 1                     |                       |                 |                 |
| DEF | Josep Puig "Curta"       |      | 10    |       | 10                 |                    |                       |                       |                 |                 |
| DEF | Calo                     |      | 4     |       | 3                  |                    | 1                     |                       |                 |                 |
| DEF | Miquel Torra             |      | 3     |       | 2                  |                    |                       |                       | 1               |                 |
| DEF | Gabriel Isal             |      | 2     |       | 2                  |                    |                       |                       |                 |                 |
| DEF | José María Martín        |      | 2     |       |                    |                    | 2                     |                       |                 |                 |
| DEF | Jaume Elias              |      | 0     |       |                    |                    |                       |                       |                 |                 |
| MIG | Josep Gonzalvo           |      | 28    | 1     | 25                 | 1                  | 2                     |                       | 1               |                 |
| MIG | Marià Gonzalvo           |      | 22    | 2     | 20                 | 2                  | 2                     |                       |                 |                 |
| MIG | Manuel Cerveró           |      | 3     |       | 3                  |                    |                       |                       |                 |                 |
| MIG | Luis Prais               |      | 2     |       | 1                  |                    |                       |                       | 1               |                 |
| MIG | Gustau Biosca            |      | 0     |       |                    |                    |                       |                       |                 |                 |
| MIG | Francesc Virgós          |      | 0     |       |                    |                    |                       |                       |                 |                 |
| MIG | Joan Sans                |      | 0     |       |                    |                    |                       |                       |                 |                 |
| DAV | César Rodríguez          |      | 25    | 21    | 23                 | 19                 | 2                     | 2                     |                 |                 |
| DAV | Marcos Aurelio Di Paulo  |      | 23    | 8     | 22                 | 8                  |                       |                       | 1               |                 |
| DAV | Josep Seguer             |      | 21    | 11    | 18                 | 8                  | 2                     |                       | 1               | 3               |
| DAV | Estanislau Basora        |      | 19    | 7     | 17                 | 7                  | 2                     |                       |                 |                 |
| DAV | Juan Rodríguez Aretio    |      | 19    | 5     | 17                 | 5                  | 2                     |                       |                 |                 |
| DAV | Mateo Nicolau            |      | 18    | 3     | 17                 | 2                  |                       |                       | 1               | 1               |
| DAV | Alfons Navarro           |      | 16    | 11    | 14                 | 10                 | 2                     | 1                     |                 |                 |
| DAV | Josep Canal              |      | 7     | 2     | 6                  | 2                  |                       |                       | 1               |                 |
| DAV | Uberto Giménez           |      | 7     | 2     | 7                  | 2                  |                       |                       |                 |                 |
| DAV | Jaime Escudero           |      | 2     | 2     |                    |                    | 2                     | 2                     |                 |                 |
| DAV | Antonio Matamala         |      | 1     |       |                    |                    |                       |                       | 1               |                 |
| DAV | Manuel Badenes           |      | 0     |       |                    |                    |                       |                       |                 |                 |
| DAV | Antoni Noguera           |      | 0     |       |                    |                    |                       |                       |                 |                 |
| DAV | Francisco Cánovas        |      | 0     |       |                    |                    |                       |                       |                 |                 |
| DAV | César Rueda              |      | 0     |       |                    |                    |                       |                       |                 |                 |
| DAV | José Valle               |      | 0     |       |                    |                    |                       |                       |                 |                 |
| DAV | Josep Serratusell        |      | 0     |       |                    |                    |                       |                       |                 |                 |
| DAV | Pedro Rocamora "Periche" |      | 0     |       |                    |                    |                       |                       |                 |                 |

## Classificació
| Competició            | Pos. | P  | PG | PE | PP | GF | GC | Campió                  |
| --------------------- | ---- | -- | -- | -- | -- | -- | -- | ----------------------- |
| Campionat de Lliga    | 5è   | 26 | 13 | 3  | 10 | 67 | 47 | Club Atlético de Madrid |
| Copa del Generalíssim | VF   | 2  | 1  | 0  | 1  | 5  | 6  | Club Atlético de Bilbao |
| Copa Eva Perón        | F    | 1  | 0  | 0  | 1  | 4  | 7  | València CF             |

## Resultats
| AMISTÓS                                                       |
| ------------------------------------------------------------- |
| 27-08-49 GRANOLLERS-BARÇA 3-1                                 |
| 28-08-49 GIRONA-BARCELONA 1-3                                 |
| 04-09-49 BARСELONA - ESPANYA INDUSTRIAL 3-6                   |
| 08-09-49 OLOT - BARCELONA 0-5                                 |
| 11-09-49 VIC - BARCELONA sense dades                          |
| 15-09-49 JUPITER - BARCELONA 2-5                              |
| 12-10-49 COPA EVA DUARTE VALENCIA-BARCELONA 7-4               |
| 09-11-49 BALAGUER - BARCELONA 1-2                             |
| 10-11-49 BALAGUER - BARCELONA 1-2                             |
| 26-11-49 50 ANIVERSARI BARCELONA-COPENHAGUE BOLDKLUB 1876 1-0 |
| 27-11-49 50 ANIVERSARI BARCELONA-PALMEIRAS 2-2                |
| 04-12-49 TORNEIG NOCES D,OR BARCELONA - MARTINENC 8-0         |
| 08-12-49 TORNEIG NOCES D,OR MATARO - BARCELONA 0-4            |
| 11-12-49 TORNEIG NOCES D,OR GRANOLLERS - BARCELONA 0-1        |
| 18-12-49 TORNEIG NOCES D,OR BARCELONA - ANT ANDREU 2-0        |
| 25-12-49 BARCELONA-SAN LORENZO DE ALMAGRO 2-3                 |
| 01-01-50 BARCELONA-BUENOS AIRES 2-1                           |
| 08-01-50 TORNEIG NOCES D,OR ESPANYOL - BARCELONA ajornat      |
| 15-01-50 TORNEIG NOCES D,OR BADALONA - BARCELONA 3-9          |
| 20-01-50 TORNEIG NOCES D,OR SABADELL- BARCELONA 1-1           |
| 22-01-50 TORNEIG NOCES D,OR MATARO - BARCELONA sense dades    |
| 26-01-50 BARCELONA - OLIMPIC DE XÀTIVA 6-1                    |
| 05-02-50 TORNEIG NOCES D,OR TERRASSA - BARCELONA 2-1          |
| 12-02-50 TORNEIG NOCES D,OR BARCELONA - SANTS 2-0             |
| 19-02-50 TORNEIG NOCES D,OR BARCELONA - JUPITER sense dades   |
| 26-02-50 TORNEIG NOCES D,OR BARCELONA - SABADELL sense dades  |
| 12-03-50 TORNEIG NOCES D,OR BARCELONA - GRANOLLERS 6-1        |
| 23-03-50 TORNEIG NOCES D,OR SANT ANDREU BARCELONA 0-5         |
| 26-03-50 TORNEIG NOCES D,OR BARCELONA - ESPANYOL 7-2          |
| 02-04-50 BARCELONA - STADE OLYMPIQUE MARSELLA 5-0             |
| 02-04-50 TORNEIG NOCES D,OR BARCELONA - BADALONA sense dades  |
| 10-04-50 LLEIDA - BARCELONA 3-4                               |
| 16-04-50 TORNEIG NOCES D,OR BARCELONA - MATARO sense dades    |
| 23-04-50 TORNEIG NOCES D,OR BARCELONA - TERRASSA 2-2          |
| 30-04-50 TORNEIG NOCES D,OR BARCELONA - SANTS sense dades     |
| 03-05-50 FIGUERES - BARCELONA 2-4                             |
| 04-05-50 FIGUERES - BARCELONA 3-7                             |
| 07-05-50 PALAMOS - BARCELONA 3-3                              |
| 11-05-50 TORNEIG NOCES D,OR BARCELONA - MARTINENC 5-0         |
| 15-05-50 BALAGUER - BARCELONA 1-8                             |
| 18-05-50 BARCELONA - LLEIDA sense dades                       |
| 18-05-50 BARCELONA - ARENAS SARAGOSSA 5-2                     |
| 21-05-50 TORNEIG NOCES D,OR BARCELONA - ESPANYOL 4-4          |
| 26-05-50 TORNEIG NOCES D,OR BARCELONA - JUPITER 4-2           |
| 28-05-50 BARCELONA-TOULOUSE 6-3                               |
| 04-06-50 COPA MARTINI ROSSI BARCELONA-TORINO 2-1              |
| 08-06-50 TORNEIG NOCES D,OR BARCELONA - SABADELL 6-0          |
| 11-06-50 BARCELONA - ROYAL BERCHEM 4-2                        |
| 18-06-50 OSASUNA - BARCELONA 2-1                              |
| 18-06-50 LA POBLE DE SEGUR - BARCELONA 1-4                    |
| 25-06-50 MANACOR - BARCELONA 4-4                              |
| 29-06-50 EUROPA - BARCELONA 1-8                               |

| Campionat de Lliga |

| 4 setembre 1949 | Club Atlético de Bilbao     | 3 - 1 | CF Barcelona | Bilbao                                           |  |
| Jornada 1       | Panizo 17' 37' · Bilbao 65' |       | Basora 74'   | Estadi de San Mamés · Asensi Martín (València) · |  |

| 11 setembre 1949 | CF Barcelona                                                                    | 10 - 1 | Club Gimástico de Tarragona | Barcelona                             |  |
| Jornada 2        | César 4' 54' 88' · Canal 28' · Navarro 32' 33' 77' 80' 89' · Marcos Aurelio 58' |        | Bravo 74'                   | Camp de les Corts · Pérez Rodríguez · |  |

| 18 setembre 1949 | Reial Madrid CF                                          | 6 - 1 | CF Barcelona    | Madrid                            |  |
| Jornada 3        | Olmedo 2' · Cabrera 4' · Pahiño 40' 68' · Macala 62' 69' |       | Gonzalvo II 85' | Estadi Nuevo Chamartín · Echave · |  |

| 25 setembre 1949 | CF Barcelona                                               | 7 - 0 | Sevilla CF | Barcelona                                          |  |
| Jornada 4        | Seguer 8' 30' 55' 60' · Basora 22' · Marco Aurelio 40' 50' |       |            | Camp de les Corts · Bienzobas Ocáriz (Guipúscoa) · |  |

| 2 octubre 1949 | RC Deportivo de la Coruña           | 3 - 0 | CF Barcelona | La Corunya                                 |  |
| Jornada 5      | Moll 40' · Marquínez 62' · Tino 85' |       |              | Estadi Municipal de Riazor · Rivero Lecu · |  |

| 9 octubre 1949 | CF Barcelona           | 2 - 2 | Real Valladolid CD | Barcelona                          |  |
| Jornada 6      | Marcos Aurelio 27' 87' |       | Vaquero 23' 79'    | Camp de les Corts · Arque Martín · |  |

| 16 octubre 1949 | CF Barcelona           | 2 - 0 | Reial Societat | Barcelona                               |  |
| Jornada 7       | Aretio 36' · César 44' |       |                | Camp de les Corts · Fombona Fernández · |  |

| 23 octubre 1949 | Real Oviedo CF | 0 - 2 | CF Barcelona           | Oviedo                                                 |  |
| Jornada 8       |                |       | Nicolau 7' · César 27' | Estadio de Buenavista · Bienzobas Ocáriz (Guipúscoa) · |  |

| 30 octubre 1949 | CF Barcelona  | 2 - 0 | València CF | Barcelona                         |  |
| Jornada 9       | César 67' 83' |       |             | Camp de les Corts · Rivero Lecu · |  |

| 6 novembre 1949 | Club Atlético de Madrid           | 4 - 1 | CF Barcelona | Madrid                                                 |  |
| Jornada 10      | Carlsson 18' 32' 44' · Cuenca 30' |       | Aretio 50'   | Estadio Metropolitano · Bienzobas Ocáriz (Guipúscoa) · |  |

| 13 novembre 1949 | CF Barcelona                              | 4 - 0 | CD Málaga | Barcelona                             |  |
| Jornada 11       | César 44' · Navarro 46' 51' · Giménez 86' |       |           | Camp de les Corts · Marrón Martínez · |  |

| 20 novembre 1949 | RC Celta de Vigo                                                    | 6 - 4 | CF Barcelona                           | Vigo                                        |  |
| Jornada 12       | Yayo 8' · Vázquez 10' · Hermida 43' 76' · Atienza 74' · Merkele 78' |       | Canal 3' · Seguer 5' · Navarro 60' 84' | Estadi de Balaídos · De Mazagatos Vicario · |  |

| 4 desembre 1949 | CF Barcelona | 1 - 2 | RCD Espanyol                        | Barcelona                          |  |
| Jornada 13      | Seguer 44'   |       | Rosendo Hernández 7' · Fàbregas 73' | Camp de les Corts · Arqué Martín · |  |

| 11 desembre 1949 | CF Barcelona                                | 5 - 0 | Club Atlético de Bilbao | Barcelona                              |  |
| Jornada 14       | Aretio 29' 72' · Basora 44' 67' · César 61' |       |                         | Camp de les Corts · García Fernández · |  |

| 18 desembre 1949 | Club Gimnástico de Tarragona | 1 - 4 | CF Barcelona                                                  | Tarragona                                           |  |
| Jornada 15       | Alsúa 13'                    |       | Gonzalvo III 6' · Basora 42' · Marcos Aurelio 56' · César 68' | Estadio de l'Avinguda Catalunya · Marrón Martínez · |  |

| 15 gener 1950 | CF Barcelona           | 2 - 3 | Reial Madrid CF                     | Barcelona                              |  |
| Jornada 16    | Basora 41' · César 53' |       | Pahiño 58' · Rafa 66' · Cabrera 73' | Camp de les Corts · García Fernández · |  |

| 22 gener 1950 | Sevilla CF                                           | 5 - 2 | CF Barcelona                    | Sevilla                                         |  |
| Jornada 17    | Domènech 22' 46' · Oñoro 70' · Arza 80' · Araujo 89' |       | Aretio 23' · Marcos Aurelio 47' | Estadio de Nervión · Asensi Martín (València) · |  |

| 29 gener 1950 | CF Barcelona                            | 2 - 0 | RC Deportivo de la Coruña | Barcelona                             |  |
| Jornada 18    | Marcos Aurelio 17' · Guimerans (pp) 24' |       |                           | Camp de les Corts · Marrón Martínez · |  |

| 5 febrer 1950 | Real Valladolid CD     | 2 - 1 | CF Barcelona | Valladolid                                                    |  |
| Jornada 19    | Coque 7' · Peralta 64' |       | Seguer 78'   | Estadio Municipal de Zorrilla · Tamarit Falguera (València) · |  |

| 12 febrer 1950 | Reial Societat  | 2 - 4 | CF Barcelona                            | Sant Sebastià                        |  |
| Jornada 20     | Ontoria 55' 87' |       | César 11' 63' · Basora 23' · Seguer 85' | Estadi d'Atotxa · García Fernández · |  |

| 19 febrer 1950 | CF Barcelona                       | 5 - 0 | Real Oviedo FC | Barcelona                          |  |
| Jornada 21     | César 2' 38' 47' 79' · Nicolau 15' |       |                | Camp de les Corts · Arqué Martín · |  |

| 26 febrer 1950 | València CF                           | 4 - 0 | CF Barcelona | València                                            |  |
| Jornada 22     | Igoa 11' · Seguí 31' 66' · Amadeo 51' |       |              | Estadi de Mestalla · Bienzobas Ocáriz (Guipúscoa) · |  |

| 5 març 1950 | CF Barcelona | 1 - 0 | Club Atlético de Madrid | Barcelona                             |  |
| Jornada 23  | Giménez 31'  |       |                         | Camp de les Corts · Pérez Rodríguez · |  |

| 12 març 1950 | CD Málaga | 0 - 0 | CF Barcelona | Màlaga                                          |  |
| Jornada 24   |           |       |              | Estadi La Rosaleda · Asensi Martín (València) · |  |

| 16 abril 1950 | CF Barcelona            | 2 - 1 | RC Celta de Vigo | Barcelona                              |  |
| Jornada 25    | César 54' · Navarro 76' |       | Merkele 13'      | Camp de les Corts · García Fernandez · |  |

| 23 abril 1950 | RCD Espanyol             | 2 - 2 | CF Barcelona                 | Barcelona                         |  |
| Jornada 26    | Artigas 19' · Teruel 89' |       | César 28' · Gonzalvo III 88' | Estadi de Sarrià · Rey Martínez · |  |

| Copa Eva Perón |

| 12 octubre 1949 | València CF                                                                 | 7 - 4 | CF Barcelona                     | Madrid                                 |  |
|                 | Giraldos 35' · Mena 42' · Igoa 76' 95' 110' · Pasieguito 77' · Fuertes 117' |       | Seguer 43' 48' 68' · Nicolau 63' | Estadio Metropolitano · Arqué Martín · |  |

| Copa del Generalíssim |

| 30 abril 1950            | CF Barcelona                     | 4 - 1 | Real Santander SD | Barcelona                             |  |
| Vuitens de final - anada | César 11' 63' · Escudero 40' 77' |       | Felipe 78'        | Camp de les Corts · Marrón Martínez · |  |

| 7 maig 1950                | Real Santander SD                                      | 5 - 1 | CF Barcelona | Santander                       |  |
| Vuitens de final - tornada | Nemes 5' · Joseíto 22' · Alsúa 62' · Echeveste 71' 76' |       | Navarro 89'  | Campos de Sport del Sardinero · |  |